# 1846 en Italie
Chronologie de l'Italie
- 1842
- 1843
- 1844
- 1845
- 1846
- 1847
- 1848
- 1849
- 1850

## Événements
- 8 février : la Légion italienne de Giuseppe Garibaldi est victorieuse des forces de la Confédération et des Blancos à la bataille de San Antonio, pendant la Grande Guerre, en Uruguay[1].
- 1er mai : « Des chemins de fer en Italie », article de Camillo Cavour paru dans la Revue nouvelle montrant l’importance du développement économique pour induire le développement politique[2].
- 1er juin : mort du pape Grégoire XVI[3].

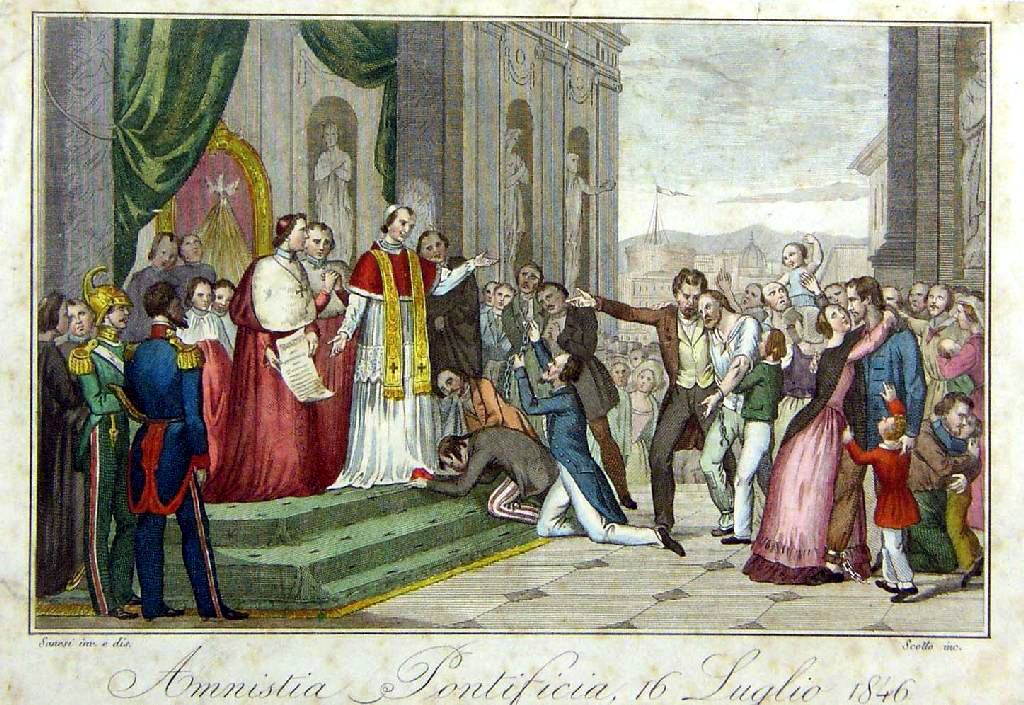
Amnistie de Pie IX à son avènement.

- 15-16 juin : le cardinal Mastai-Ferretti est élu pape par le conclave et prend le nom de Pie IX[3]. Il établit une Consulta chargée de transmettre au pape les vœux de la population (14 octobre 1847), nomme des commissions pour réviser les lois. Il fait construire un chemin de fer et restaurer l’éclairage public. Un mouvement de réformes est lancé.
- 12 juillet : ordonnance de constitution de la garde nationale dans les États pontificaux[3].
- 17 juillet : Pie IX amnistie tous les prisonniers politiques[4].
- 9 novembre : l’encyclique Qui Pluribus condamne le libéralisme[5].

- Publication du Programme pour l’opinion nationale italienne, de Massimo d’Azeglio. Après l’échec du soulèvement mazzinien en Romagne (1845), Massimo d’Azeglio met l’accent sur le caractère rétrograde et figé du gouvernement pontifical qui suscite d’innombrables révoltes. Il envisage des réformes, voire une intervention piémontaise en Italie centrale, et réussit à convaincre Charles-Albert du bien-fondé d’une confédération italienne débarrassée de l’influence autrichienne. Son programme propose des mesures concrètes pour préparer une fédération italienne : modernisation des codes, unification des poids et mesures, loi sur la presse, système militaire commun, élection de conseils communaux et provinciaux. Il prévoit une nécessaire préparation militaire pour chasser les Autrichiens[6].

## Naissances en 1846
- 29 juin : Giacomo Gandi,  peintre, connu pour ses scènes de genre. († 20 septembre 1932)
- 26 août : Giacomo Natoli, militaire, officier de cavalerie[7], se distingue lors de la troisième guerre d'indépendance italienne[8], et homme politique du royaume d'Italie. († 4 décembre 1896)

## Décès en 1846
- 1er août : Pietro Maroncelli, 50 ans, compositeur et écrivain, patriote de l'Unité italienne. (° 12 avril 1795)
- 18 octobre : Odorico Politi, 61 ans, peintre italien, spécialisé dans les sujets historiques, religieux et mythologiques. (° 27 janvier 1785)
- 23 novembre : Raffaele Fidanza, 48 ans, peintre portraitiste ayant exercé à Rome, Paris et Londres. (° 10 décembre 1797)